# Manchester Trophy 2001
Il Manchester Trophy 2001 è stato un torneo di tennis facente parte della categoria ATP Challenger Series nell'ambito dell'ATP Challenger Series 2001. Il torneo si è giocato a Manchester in Gran Bretagna dal 16 al 22 luglio 2001 su campi in erba.

## Vincitori

### Singolare
Jean-François Bachelot ha battuto in finale  Jamie Delgado con il punteggio di 6–4, 6–4

### Doppio
Ben Ellwood /  Fredrik Loven hanno battuto in finale  Wesley Moodie /  Shaun Rudman con il punteggio di 4–6, 7–5, 6–4